# Rynchobanchus niger
Rynchobanchus niger là một loài tò vò trong họ Ichneumonidae.